# Majnoon
Majnoon è giacimento petrolifero "super-gigante" con più di 30 miliardi di barili di petrolio di riserve. Si trova in Iraq e fu scoperto dalla compagnia brasiliana Braspetro nel 1975, in una formazione superficiale.
Prima della Guerra del Golfo, circa un sesto della produzione irachena passava attraverso questa isola. La produzione recuperò velocemente dopo che il sito fu al centro della Guerra Iran-Iraq, durante la quale fu al centro dei combattimenti dell'Operazione Kheibar nel 1984. Tuttavia dopo le sanzioni delle Nazioni Unite e la Guerra in Iraq la produzione si ridusse a 46.000 barili al giorno.
Nel dicembre 2009 il governo iracheno ha fornito una licenza per una joint venture a Royal Dutch Shell e Petronas per lo sfruttamento del giacimento e il triplicamento della produzione delle riserve di 13 miliardi di barili ad un prezzo di 1,39 $/barile. Le quote della joint venture sono del 25% possedute dal Ministro del petrolio iracheno, per il 45% da Shell e il 30% da Petronas.